# Han Myeong-u
Han Myeong-u (kor. 한 명우; ur. 21 listopada 1956 w Dangjin) – południowokoreański zapaśnik w stylu wolnym. Dwukrotny olimpijczyk. Złoty medalista z Seulu 1988 i szósty w Los Angeles 1984. Startował w kategorii 74–82 kg.
Dwukrotny uczestnik mistrzostw świata, szósty w 1985. Złoto na igrzyskach azjatyckich w 1986 roku.